# Maierhofer (Gemeinde Prägraten am Großvenediger)
Maierhofer (auch Marf) ist eine Hofgruppe (Zerstreute Häuser) in der Gemeinde Prägraten am Großvenediger. Der Ortsteil wurde 1981 von 16 Personen bewohnt und wird zur Fraktion Hinterbichl gezählt.

## Geographie
Als Maierhofer wird eine Hofgruppe nördlich des eigentlichen Dorfes Hinterbichl im untersten Hinterbichler Dorfertal bezeichnet. Die Streusiedlung besteht aus der Pension Haus Gamsblick (Hinterbichl 16a), dem Hof Untermarq (Hinterbichl 16) und dem Hof Obermarq (Hinterbichl 17). Die Hofgruppe ist über eine Straße vom südlich gelegenen Hinterbichl erreichbar.

## Geschichte
Maierhofer wurde von der Statistik Austria lange Zeit nicht eigens genannt, sondern bei Hinterbichl miteingerechnet. Erst im Zuge der Volkszählung 1951 wurde die Streusiedlung extra ausgewiesen. Der Ortsbestandteil bestand zu dieser Zeit zwei Häusern mit 16 Bewohnern. 1961 wurden von den Statistikern für Maierhofer bereits drei Häuser mit 18 Einwohnern ausgewiesen, 1971 lebten in Maierhofer 18 Menschen, wobei jedoch nur zwei der drei Häuser bewohnt waren. Zuletzt wurden für Maierhofer 1981 16 Bewohner in zwei von drei bewohnten Häusern ausgewiesen. In den Ortsverzeichnissen der Statistik Austria wurde die Streusiedlung in der Folge nicht mehr extra genannt.